# Die Richterin von Solvigsholm
Die Richterin von Solvigsholm è un film muto del 1916 diretto da Emil Justitz.

## Produzione
Il film fu prodotto dalla Deutsche Bioscop GmbH.

## Distribuzione
Distribuito dalla Deutsche Bioscop GmbH, uscì nelle sale cinematografiche tedesche nel 1916.